# Kockarnas kamp
Kockarnas kamp är ett matlagningsprogram i TV4 där åtta av Sveriges mest kända kockar tävlar i Tosterups slott. Kockarna utmanas i kategorier såsom precision, snabbhet, noggrannhet och stresstålighet. Varje vecka åker en kock ut och den som är kvar sist vinner. Programmet leds av Pär Lernström.
Programmet vann Kristallen 2019 i kategorin årets dokusåpa.
Säsong 12, som sändes 2023, var en så kallad revanschsäsong där tidigare deltagare fick möjligheten att återkomma för revansch. I säsong 13 som hade premiär den 17 september återvände 10 tidigare kockar. Dessutom medverkade i säsongen tre utmanare nämligen Tommy Myllymäki, Tareq Taylor och Danyel Couet.

## Säsonger
| Säsong | Premiärdatum      | Vinnare           | Deltagare |
| ------ | ----------------- | ----------------- | --- |
| 1      | 13 september 2012 | Tommy Myllymäki   | Carina Brydling, Leif Mannerström, Malin Söderström, Paul Svensson, Stefano Catenacci, Christian Hellberg, Tommy Myllymäki och Stefan Karlsson.                           |
| 2      | 22 augusti 2013   | Håkan Thörnström  | Melker Andersson, Karin Andersson, Jonas Lundgren, Johan Jureskog, Anders Vendel, Håkan Thörnström, Crister Svantesson och Ulrika Brydling.                               |
| 3      | 22 september 2014 | Gustav Trägårdh   | Danyel Couet, Gustav Trägårdh, Jonas Dahlbom, Michael Björklund, Ulrika Bengtsson, Frida Nilsson, Ulf Wagner och Cajsa Johansson.                                         |
| 4      | 21 september 2015 | Peter J Skogström | Karl Ljung, Robert Maglia, Peter J Skogström, Alexandra Zazzi, Robert Nilsson, Stefan Holmström, Leila Lindholm och Nils Molinder.                                        |
| 5      | 26 september 2016 | Edin Dzemat       | Markus Aujalay, Isabella Morrone, Pelle Johansson, Henrik Norström, Edin Dzemat, Titti Qvarnström, Daniel Müllern och Peter Nordin.                                       |
| 6      | 18 september 2017 | Tareq Taylor      | Tareq Taylor, Richard Waje, Linn Söderström, Jonas Svensson, Marie Skogström, Viktor Westerlind, Erik Videgård och Carl Ishizaki.                                         |
| 7      | 16 september 2018 | Thomas Sjögren    | Anna Broms, Norbert Lang, Jocke Almqvist, Sofia B Olsson, Erik Fröderberg, Linnéa Liljedahl, Thomas Sjögren och Marco Baudone.                                            |
| 8      | 24 september 2019 | Sebastian Gibrand | Daniel Höglander, Marion Ringborg, Kajsa Axbåge, Douglas Tjärnhammar-Alm, Per Gustafson, Emma Shields, Sebastian Gibrand och Walter Traub.                                |
| 9      | 22 september 2020 | Jonas Lagerström  | Florencia Abella, Jonas Lagerström, Nicolina Karlsson, Roland Persson, Magnus Persson, David Enmark, Siri Barje och Alexander Sjögren.                                    |
| 10     | 28 september 2021 | Jacob Holmström   | Desirée Jaks, Jan Boris-Möller, Frida Ronge, Jacob Holmström, Jessie Sommarström, Jürgen Grossmann, Tea Malmegård och Ludwig Tjörnemo.                                    |
| 11     | 26 september 2022 | Louise Johansson  | Pi Thanh Le, Albin Edberg, Johan Backéus, Birgit Malmcrona, Louise Johansson, Katja Palmdahl, Sahin Erdal och Adam Dahlberg.                                              |
| 12     | 3 oktober 2023    | Danyel Couet      | Alexandra Zazzi, Daniel Müllern, Danyel Couet, Florencia Abella, Isabella Morrone, Michael Björklund, Joakim Almquist, Johan Jureskog, Linnéa Liljedahl och Norbert Lang. |
| 13     | 17 september 2024 | Jonas Lagerström  | Desirée Jaks, Erik Videgård, Jessie Sommarström, David Enmark, Tea Malmegård, Jonas Lagerström, Nils Molinder, Håkan Thörnström, Louise Johansson och Thomas Sjögren.     |